# Csanád
Het comitaat Csanád (Hongaars: Csanád  vármegye) is een historisch  comitaat in het vroegere koninkrijk Hongarije. Tegenwoordig ligt het grootste deel hiervan in Hongarije, namelijk in de comitaten Csongrád en Békés, en een klein deel in het Roemeense district Arad.

## Ligging

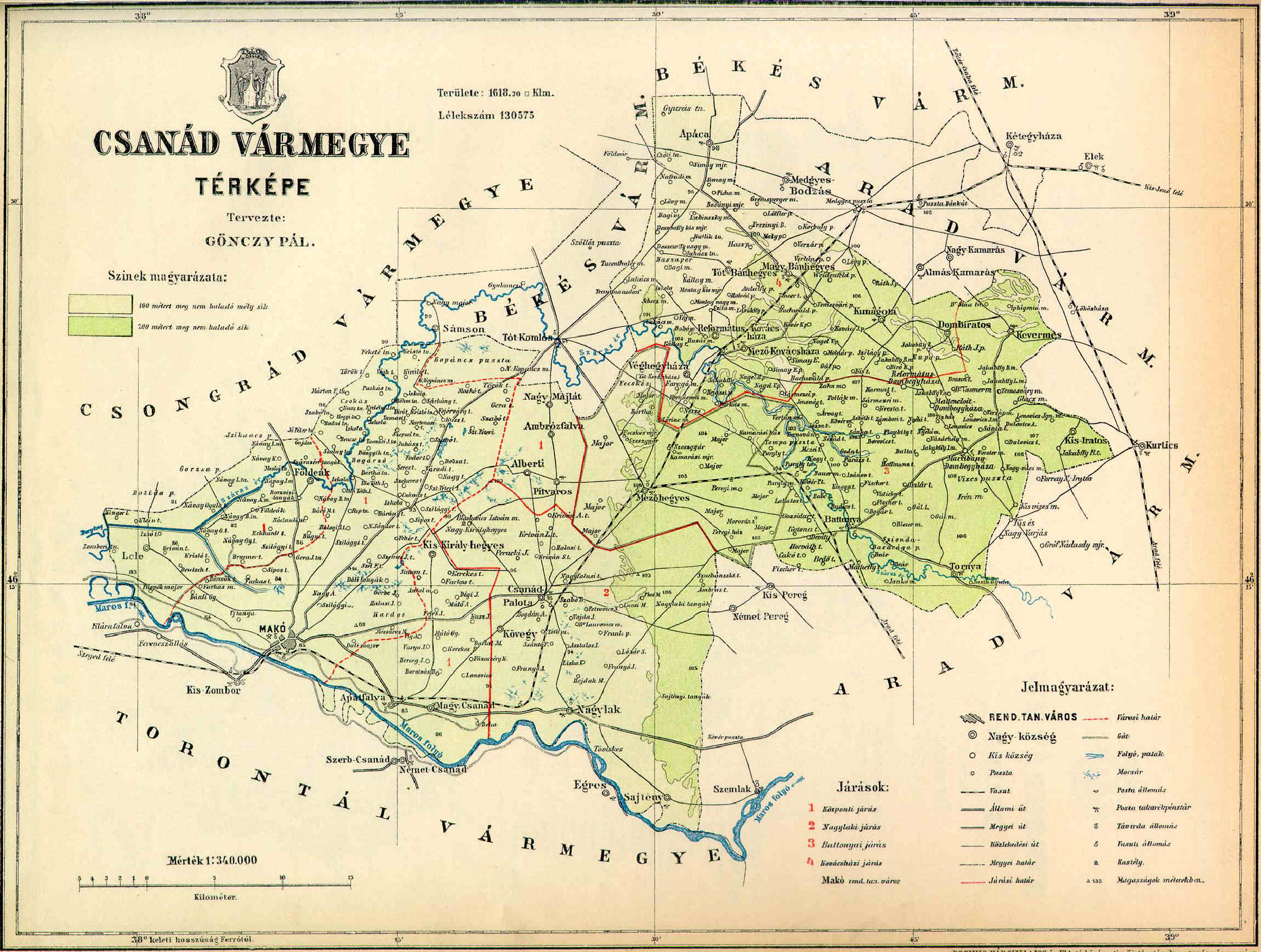
Kaart van het comitaat Csanád in 1890

Het comitaat besloeg een oppervlakte van ongeveer 1.714 km². Het landschap wordt gekenmerkt door de Grote Hongaarse Laagvlakte, waardoor de hoogteverschillen zeer gering zijn, namelijk tussen de 80 m en 107 m boven de zeespiegel. De belangrijkste rivier en tevens zuidgrens van het comitaat was de rivier de Maros. Csanád grensde aan de comitaten Csongrád, Békés, Arad en Torontál. De hoofdplaats van het comitaat was Makó.

## Bevolking
In het jaar 1900 telde Csanád 140.007 inwoners. Daarmee was Csanád een van de dichtst bevolkte comitaten van Hongarije. Van deze bevolking waren 103.242 inwoners (73,2 %) Hongaren, 1182 (0,8 %) Duitsers, 17.274 (12,3 %) Slovaken, 13.982 (10 %) Roemenen en 3981 Serviërs (2,8 %). Op het district Nagylak na, maakten de Hongaren overal in het comitaat de meerderheid uit. Het grootste deel van de Slovaken en Roemenen woonde in het district Nagylak, de Serviërs vooral in Battonya. 71.610 van de inwoners was katholiek, 25.234 calvinistisch, 18.384 als Luthers, 4520 als geünieerd, 16.567 orthodox en 3254 als joods.

## Districten
| Stoeldistricten (járások) | Stoeldistricten (járások)    |
| Stoeldistrict             | Hoofdplaats                  |
| ------------------------- | ---------------------------- |
| Battonya                  | Battonya                     |
| Központ ("centrum")       | Makó                         |
| Mezőkovácsháza            | Mezőkovácsháza               |
| Nagylak                   | Nagylak, tegenwoordig Nădlac |

| Stadsdistrict (rendezett tanácsú városok) | Stadsdistrict (rendezett tanácsú városok) |
| ----------------------------------------- | ----------------------------------------- |
| Makó                                      |                                           |